# Liste der Bodendenkmäler in Bischberg
Auf dieser Seite sind die Bodendenkmäler in der oberfränkischen Gemeinde Bischberg zusammengestellt. Diese Tabelle ist eine Teilliste der Liste der Bodendenkmäler in Bayern. Grundlage ist die Bayerische Denkmalliste, die auf Basis des Bayerischen Denkmalschutzgesetzes vom 1. Oktober 1973 erstmals erstellt wurde und seither durch das Bayerische Landesamt für Denkmalpflege geführt wird. Die folgenden Angaben ersetzen nicht die rechtsverbindliche Auskunft der Denkmalschutzbehörde.

## Bodendenkmäler der Gemeinde

### Bodendenkmäler in der Gemarkung Bischberg
| Lage                                           | Objekt | Akten-Nr.     | Bild           |
| ---------------------------------------------- | --- | ------------- | -------------- |
| Bischberg (Standort)                           | Archäologische Befunde im Bereich des ehemaligen frühneuzeitlichen Oberen Schlosses in Bischberg.                                           | D-4-6030-0067 |                |
| Bischberg (Standort)                           | Untertägige Befunde, darunter solche eines rituellen Tauchbads (Mikwe), im Bereich der ehemaligen frühneuzeitlichen Synagoge von Bischberg. | D-4-6030-0068 |                |
| Bischberg (Standort)                           | Siedlung vorgeschichtlicher Zeitstellung.                                                                                                   | D-4-6031-0001 |                |
| Bischberg (Standort)                           | Siedlung des späten Neolithikums oder der Bronzezeit sowie Siedlung möglicherweise der frühen Latènezeit.                                   | D-4-6031-0231 |                |
| Bischberg Bergstraße 9, Kirchberg 5 (Standort) | Archäologische Befunde des Mittelalters und der frühen Neuzeit im Bereich der katholischen Pfarrkirche St. Markus von Bischberg.            | D-4-6031-0232 | weitere Bilder |

### Bodendenkmäler im Ortsteil Trosdorf
| Lage                | Objekt                                       | Akten-Nr.     | Bild |
| ------------------- | -------------------------------------------- | ------------- | ---- |
| Trosdorf (Standort) | Schlagplatz vorgeschichtlicher Zeitstellung. | D-4-6030-0048 |      |

### Bodendenkmäler im Ortsteil Tütschengereuth
| Lage                                     | Objekt | Akten-Nr.     | Bild |
| ---------------------------------------- | --- | ------------- | ---- |
| Tütschengereuth Kirchstraße 2 (Standort) | Archäologische Befunde im Bereich der frühneuzeitlichen katholischen Filialkirche St. Wendelin von Tütschengereuth mit Vorgängerbau. | D-4-6030-0072 |      |